# Linoryt
Linoryt  a linořez (anglicky Linocut, francouzsky Linogravure, německy Linolschnitt) jsou grafické techniky tisku z výšky, které nahrazují dřevořez a dřevoryt. Levný, pružný a homogenní materiál má při tisku měkčí okraje linií a umožňuje zhotovení velkých formátů, např. plakátu.

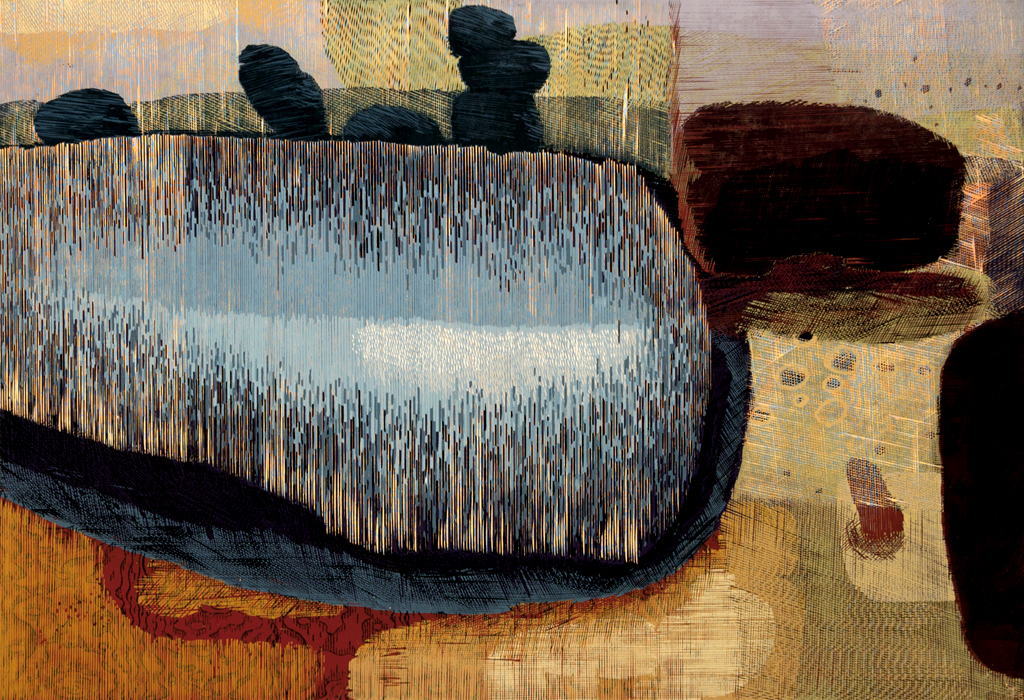
Ivo Křen: Nebezpečné jezero, Island 2013

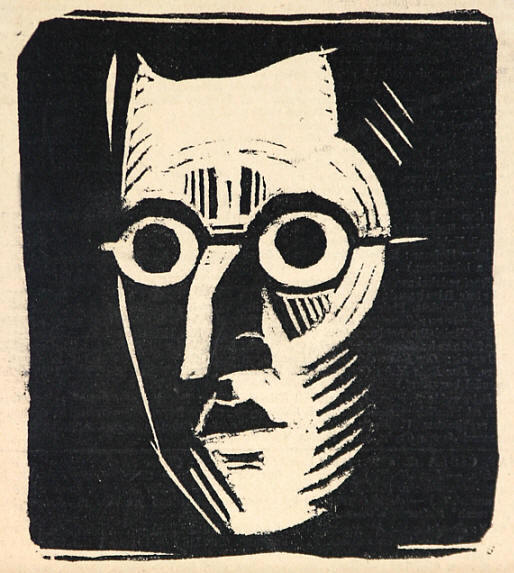
Josef Čapek - Autoportrét (1918)

## Historie
Jde o poměrně mladou techniku. Lino jako podlahovou krytinu vynalezl roku 1863 Angličan Frederic Walton (1834–1928). Skládalo se z přírodních materiálů – vápence, lněného oleje, smůly, dřevní moučky, korku, jutové tkaniny a pigmentů. Linoryt se začal uplatňovat nejprve v oblasti průmyslu k tisku tapetových vzorů. Pro tvorbu volné grafiky ho použili poprvé členové skupiny Die Brücke v letech 1905–1913. Původně bylo používáno linoleum vyrobené z lisované jemné korkové drti pojené lněnou fermeží, které později nahradilo měkčené PVC.
V USA zavedl tuto techniku Vojtěch Preissig, který poprvé vystavil své linoryty roku 1911 v New Yorku. Významná díla v technice linorytu vytvořili zejména němečtí expresionisté (Ernst Ludwig Kirchner, Gabriele Münter, Emil Nolde, Otto Dix, Max Pechstein) a v Čechách již během první světové války také Josef Čapek. V době mezi oběma světovými válkami byl linoryt užíván pro volnou i knižní grafiku (Josef Čapek, V. Mašek, Karel Štika, Miloslav Holý, J. Ščerbakov). Ve 30. letech sloužil linoryt k tisku propagačních letáků a plakátů tvůrci z Dílny lidové grafiky v Mexiku (Taller de Gráfica Popular) a argentinskými umělci z Club de la Estampa. Po druhé světové válce se barevnému linorytu věnoval Pablo Picasso, Henri Matisse nebo Maurice Vlaminck.
Od roku 2001 pořádá galerie Klatovy / Klenová téměř každoročně na podzim ve vile Paule na Klenové mezinárodní sympozium linorytu.

## Technika

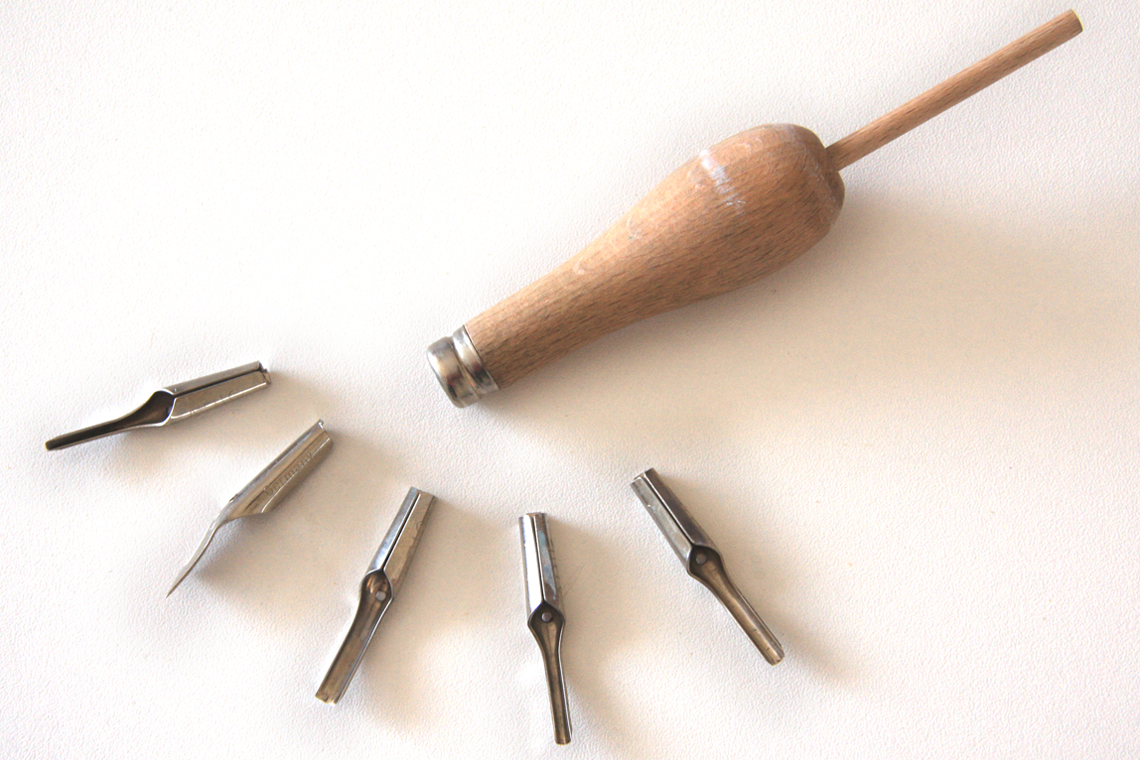
Rýtka užívaná pro techniku linorytu

Před rytím je třeba linoleum narovnat nahřátím a přilepit na překližku, pro strojový tisk na dřevěnou desku tak, aby celková výška matrice dosáhla výšky shodné s písmem (23,5 mm). Nevýhodou PVC je lesklý povrch, který je nutno přebrousit, aby přijímal barvu. Rubová strana bývá vhodnější a je možno ji použít bez dalších úprav. Do lina lze také rýt jehlou, leptat, nebo tisknout z hloubky.
Kresbu i písmo, případně fotografickou předlohu, je třeba přenést stranově obráceně. K opracování matrice slouží nožíky, dlátka či žlábková rýtka různých velikostí a profilů V nebo U. Vryp není tak ostrý jako ve dřevě a měkká a drolící se hmota vyžaduje jistou ruku a úspornost výrazu. Tenké linie je třeba rýt tak, aby měly širší základnu a neodlomily se během tisku. Vlastnosti materiálu z PVC se mění s teplotou - pro snazší rytí je možné ho nahřát, pro jemnou práci je nutné ho ochladit. Postupným odrýváním netisknoucích míst dochází k vytváření pozitivního obrazu na matrici. Oproti dřevorytu umožňuje linoryt kresbu plynulých křivek v jakémkoli směru s nepříliš ostrým vrypem, vytváří měkčí okraje linií a zejména dovoluje práci s velkou plochou.
Pro tisk se používají převážně olejové speciální linorytové barvy s dlouhou dobou schnutí, které se na matrici nanášejí válečkem. Josef Čapek někdy zasahoval do naválené barvy drsným štětinovým štětcem aby narušil hladkou plochu a vytvářel tak živější otisky. V satinýrce nebo ručně, pomocí válečků nebo kostic a silným přítlakem, se barva přenáší na navlhčený grafický či jiný papír s velkým podílem vláken. Linoryt lze tisknout také na plátno. Matrice je poměrně měkká a pokud obsahuje jemné linie nesnese vysoký počet otisků (při ručním tisku do 200 ks).

### Barevný linoryt
Obvykle se užívá soutisku z několika matric, z nichž každá tiskne jednu barvu. Tato metoda umožňuje kombinaci transparentních a krycích barev a bohatší strukturu tisku. Matrice pro následující barvu se vytvoří otiskem původního kresebného rozvrhu na papír a přenesením na linoleum. Barevným linorytem se v Čechách zabývá např. Michal Cihlář nebo Pavel Piekar.
Pro vícebarevný tisk je možné použít také jedinou matrici, která se tzv. redukční technikou postupně odrývá a tiskne každou barvu zvlášť. Takto je možno vytvořit soutisk až několika desítek barev. Mistrovská díla tímto způsobem vytváří např. Ivo Křen. Stejnou metodu používá pro své monochromatické tisky s bohatou škálou odstínů šedé např. Jan Holoubek.